# 岩根村 (福島県)
岩根村（いわねむら）は福島県安達郡にかつて存在した村である。

## 地理
- 現在の本宮市、旧本宮町の西部に位置する。

## 歴史

### 村域の変遷
- 1889年（明治22年）4月1日 - 町村制施行により、岩根村・関下村が合併し安達郡岩根村が発足。
- 1956年（昭和31年）4月30日 - 岩根村は本宮町に編入され、消滅。

変遷表
| 1868年 以前 | 1868年 以前 | 明治9年 | 明治22年 4月1日 | 昭和31年 4月30日 | 平成19年 1月1日 | 現在   |
| ----------- | ----------- | ------- | --------------- | ---------------- | --------------- | ------ |
|             | 羽瀬石村    | 岩根村  | 岩根村          | 本宮町 に編入    | 本宮市          | 本宮市 |
|             | 苗代田村    | 岩根村  | 岩根村          | 本宮町 に編入    | 本宮市          | 本宮市 |
|             | 関下村      |         | 岩根村          | 本宮町 に編入    | 本宮市          | 本宮市 |

## 大字
- 岩根（いわね）
- 関下（せきした）

## 人口・世帯

### 人口
総数 [単位： 人]
| 1889年（明治22年） | 1,550 |
| 1920年（大正 9年） | 1,871 |
| 1947年（昭和22年） | 2,708 |

### 世帯
総数 [単位： 世帯]
| 1920年（大正 9年） | 348 |
| 1947年（昭和22年） | 439 |